# カンフースタントマン 龍虎武師
『カンフースタントマン 龍虎武師』（カンフースタントマン りゅうこぶし、原題：龍虎武師、英題：Kung Fu Stuntmen）は、2021年の香港・中国合作のドキュメンタリー映画。
1970年代から90年代にかけて多くのアクション映画を生み出した香港映画を支えたスタントマンが活躍した時代を、香港映画人やスタントマンたちの証言や映画の本編シーンおよびメイキングなどのアーカイブ映像を交えて振り返る。

## 出演
- サモ・ハン
- ユエン・ウーピン
- ドニー・イェン
- ユン・ワー
- チン・カーロッ
- ブルース・リャン
- マース
- ツイ・ハーク
- アンドリュー・ラウ
- エリック・ツァン
- トン・ワイ
- ウー・スーユエン
- チン・シウトン
- ラウ・カーウィン
- ディオン・ラム
- ニッキー・リー
- ビリー・チャン
- ユエン・チョンヤン
- ツイ・シウミン
- シャオ・ホウ
- スタンリー・トン
- ション・シンシン
- チュン・ファ
- ベニー・ライ
- ユン・チウ
- ブルース・リー（アーカイブ映像）
- ジャッキー・チェン（アーカイブ映像）
- ジェット・リー（アーカイブ映像）
- ラウ・カーリョン（アーカイブ映像）
- ラム・チェンイン（アーカイブ映像）

## スタッフ
- 監督：ウェイ・ジェンツー
- 製作：チン・カーロッ、リウ・ウェンプ、ヤン・シアンフア
- 撮影：チェン・ポンシャン
- 音楽：イマジ・ン
- 編集：ワン・ピンイエン、シャオ・チエンチャン